# Сростки
Сро́стки (рос. Сростки) — село у складі Бійського району Алтайського краю, Росія. Адміністративний центр Сростинської сільської ради.

## Населення
Населення — 2754 особи (2010; 3073 у 2002).
Національний склад (станом на 2002 рік):
- росіяни — 94 %

## Персоналії
- Шукшин Василь Макарович (1929—1974) — російський радянський письменник, кінорежисер, актор.